# Marolles-en-Beauce
Marolles-en-Beauce település Franciaországban, Essonne megyében. Lakosainak száma 238 fő (2022. január 1.). Marolles-en-Beauce Boissy-la-Rivière, Abbéville-la-Rivière, Bois-Herpin, Fontaine-la-Rivière és La Forêt-Sainte-Croix községekkel határos.

## Népesség
A település népességének változása:
| Lakosok száma | 207  | 218  | 229  | 233  | 235  | 237  | 239  | 238  | 238  |
|               | 2013 | 2015 | 2016 | 2017 | 2018 | 2019 | 2020 | 2021 | 2022 |